# 韦尔切利镇
韦尔切利镇（意大利语：Borgo Vercelli），是意大利北部皮埃蒙特大区韦尔切利省的一个市镇。人口2372(2010年12月31日)。